# Ermelinense
O Grêmio Recreativo Cultural Escola de Samba Ermelinense é uma escola de samba da cidade de São Paulo.

## História
A escola de samba Ermelinense surgiu na década de 80 no distrito Ermelino Matarazzo situado na zona leste de São Paulo. A escola foi oficialmente fundada no dia 6 de maio de 1976 pelo então presidente fundador Sr. Manoelino de Jesus Ubelino.Inicialmente a agremiação foi batizada com o nome Grêmio Recreativo Cultural Escola de Samba Ermelino Matarazzo.
Um dos fundadores, o Sr. Atanásio teve a ideia de homenagear a lendária história do bairro, outrora sede da tribo Paranaguá, onde o chefe e senhor absoluto era o bravo cacique Boturussú. A imagem do lendário guerreiro originou o brasão da escola, que passou a se chamar Ermelinense, das cores estatutárias azul e branco.